# Sara lär sig folkvett
Sara lär sig folkvett är en svensk komedifilm från 1937 i regi av Gustaf Molander. 

## Handling
Sara Holm jobbar som hembiträde hos familjen Haller; en änkefru och hennes tre vuxna barn, två söner och en dotter. En dag får Sara veta att hennes rike farbror från Australien avlidit och att hon ärvt en förmögenhet. Hennes arbetsgivare bekymrar sig för att Sara inte ska klara av det ansvar som det innebär att ha pengar, och erbjuder henne att bo som "paying guest" i deras hem medan de lär henne hur rika människor bör uppträda...

## Rollista i urval
- Tutta Rolf - Sara Holm
- Kotti Chave - Georg Haller
- Håkan Westergren - Teddy Haller
- Aino Taube - Monika Haller
- Emma Meissner - Eva Haller
- Wiktor "Kulörten" Andersson - Johan
- Jullan Jonsson - Hulda

Mindre roller, ej krediterade:
- Gösta Cederlund - Bankman
- Carl Ström - Bankman
- Artur Cederborgh - Herr Berg
- Margareta Bergman - Barnsköterskan
- Georg Fernquist - Juvelerare

## Musik i filmen (urval)
- Jeg elsker Dig!, musik: Edvard Grieg, text: H.C. Andersen, sångare: Gudrun Bentzen, Håkan Westergren
- Nu ska vi opp, opp, opp, musik: Jules Sylvain, text: Gösta Stevens, sångare: Håkan Westergren, Tutta Rolf

## DVD
Filmen gavs ut på DVD 2016.